# Montjean-sur-Loire
Montjean-sur-Loire korábbi község Franciaország Loire mente régiójában, Maine-et-Loire megyében. 2015. december 15-én tíz másik korábbi községgel egyesült és Mauges-sur-Loire új község része lett.
Lakosainak száma 3065 fő (2018. január 1.). Montjean-sur-Loire Chalonnes-sur-Loire, Champtocé-sur-Loire, Le Mesnil-en-Vallée, Mauges-sur-Loire, Saint-Germain-des-Prés és La Pommeraye községekkel határos.

## Népesség
A település népességének változása:
| Lakosok száma | 2037 | 2150 | 2492 | 2469 | 2652 | 2745 | 3028 | 3115 | 3105 | 3065 |
|               | 1962 | 1968 | 1982 | 1990 | 1999 | 2008 | 2011 | 2013 | 2017 | 2018 |